# Animatrix
Animatrix é uma mini-série animada de ficção científica (ciberpunk distópico) com nove contos curta-metragem sobre o universo Matrix, em parte escrito pelas irmãs Wachowski, fusão de computação gráfica com o anime japonês, sobre histórias que antecedem o primeiro filme da triogia The Matrix (1999): as últimas cidades dos humanos, a guerra contra as máquinas e a queda da espécie humana. Dirigido por Lilly e Lana Wachowski, Andy Jones,Mahiro Maeda, Shinichiro Watanabe, Yoshiaki Kawajuri, Takeshi Koike, Koji Morimoto e, Peter Chung.

## Episódios

### Final Flight of the Osiris
Final Flight of the Osiris, Brasil: Voo Final de Osíris / Portugal: O Último Voo do Osíris, neste episódio as animações foram criadas pela mesma equipe responsável por Final Fantasy: The Spirits Within. Os eventos deste filme estão diretamente ligados ao filme The Matrix Reloaded.
A tripulação da aeronave Osíris descobrem uma ameaça à cidade de Zion, sendo imediatamente descobertos pelas sentinelas. A oficial Jue entrará na Matrix para mandar o aviso e torcer para que seus companheiros consigam conter os inimigos até o término de sua missão.
Este episódio foi escrito pelas irmãs Wachowski e dirigido por Andy Jones.

### The Second Renaissance Parts I & II
The Second Renaissance Parts I & II, Brasil: O Segundo Renascer - Partes I & II / Portugal: O Segundo Renascimento - Partes I e II, composto por 2 curtas totalizando 20 minutos de animação que descrevem a história e a criação da Matrix: as últimas cidades da humanidade, a guerra com as máquinas e a queda final da humanidade.
Este episódio foi escrito pelas irmãs Wachowski e dirigido por Mahiro Maeda.

### Kid's Story
Kid's Story, Brasil: Era Uma vez um Garoto / Portugal: A História do Miúdo.
Um garoto realiza pesquisas na Internet para tentar desvendar seus sonhos misteriosos, porém recebe respostas do seu próprio computador. Sentado em sua sala de aula, apesar de desligado, seu celular toca com um convite pessoal de Neo (voz de Keanu Reeves) para fugir da Matrix. Mas achar uma saída comprova-se muito mais difícil do que se imaginava.
Este episódio foi escrito pelas irmãs Wachowski e dirigido por Shinichiro Watanabe.

### Program
Program, Brasil: Coração de Soldado / Portugal: Programa.
Cis, um dos humanos que fugiram da Matrix, está aprimorando suas habilidades através de um programa de treinamento virtual. De repente, ela se junta a Duo, um outro humano. Depois de algum tempo, ele começa uma discussão sobre se todos os humanos alguma vez na vida tiveram dúvidas em sair da Matrix. Cis admite que ela tem dúvidas, mas Duo percebe algo ainda maior. Ele quer voltar para a Matrix e Cis deve vir com ele, mesmo que não queira.
Este episódio foi escrito e dirigido por Yoshiaki Kawajiri.

### World Record
World Record, em português, O Recorde Mundial.
Após correr os cem metros rasos abaixo dos nove segundos, Dan é flagrado no exame anti-doping. No seu retorno ao esporte ele decide dar tudo de si nas eliminatórias, o que atrai a atenção dos agentes que notam algo diferente no seu comportamento.
Este episódio foi escrito por Yoshiaki Kawajiri e dirigido por Takeshi Koike.

### Beyond
Beyond, Brasil: Além da Realidade / Portugal: Além.
Na busca de seu gato de estimação perdido, Yoko é levada por uma pista até uma casa assombrada. Coisas estranhas acontecem no lugar e logo ela descobrirá que o local também é frequentado por um grupo de pessoas bem incomuns.
Este episódio foi escrito e dirigido por Koji Morimoto.

### A Detective Story
A Detective Story, Brasil: Uma História de Detetive / Portugal: História de Detectives.
O detetive particular Ash está cansado de seu trabalho, que não é tão fascinante quanto ele imaginava, até receber uma ligação misteriosa pedindo que investigasse uma hacker chamada Trinity.
Este episódio foi escrito e dirigido por Shinichiro Watanabe.

### Matriculated
Matriculated, Brasil: O Robô Sensível / Portugal: Matriculado, sobre um pequeno grupo de rebeldes captura um robô sentinela e o reprograma para atuar como um aliado da causa.
Alexa está sendo caçada por duas sentinelas, mas tudo se revela uma armadilha para capturar os perseguidores e convencê-los a ajudar na causa dos humanos.
Este episódio foi escrito e dirigido por Peter Chung.